# اقاقیا (سرده)
اقاقیا (نام علمی: Robinia) نام یک سرده از تیرهٔ باقلاییان است. این جنس در جهان حدود ۲۰ گونه گیاه درختی یا درختچه‌های خزان‌کننده دارد که بیشتر بومی شمال آمریکا و مکزیک است و بخاطر گل‌های سفید و بیشتر معطر شان در نقاط بیشتر جهان کاشته می‌شوند. گونه‌هایی از آن در ایران کاشته شده‌است.